# Anthony Montgomery
Anthony Montgomery, född 2 juni 1971 i Indianapolis, Indiana, är en amerikansk skådespelare. Han är barnbarn till den berömda jazzgitarristen Wes Montgomery. Anthony studerade drama vid Indiana University och arbetade sedan ett tag som stand-up-komiker. Han har varit med i Star Trek: Enterprise, Förhäxad, J.A.G, Popular, Frazier och The Tonight Show. På fritiden dansar, simmar och dyker han samt skriver manus och utvecklar animerade serier.